# Les Habitants (film, 1992)
Pour les articles homonymes, voir Les Habitants.
Pour plus de détails, voir Fiche technique et Distribution.
Les Habitants (titre original : De noorderlingen) est un film néerlandais réalisé par Alex van Warmerdam, sorti en 1992.

## Synopsis
Chronique tragique et comique de la vie des habitants d'une petite ville nouvelle aux Pays-Bas en 1960.

## Fiche technique
- Titre original : De noorderlingen
- Titre français : Les Habitants
- Réalisation : Alex van Warmerdam
- Scénario : Alex van Warmerdam
- Photographie : Marc Felperlaan
- Musique : Vincent van Warmerdam
- Production : Laurens Geels et Dick Maas
- Pays d'origine : Pays-Bas
- Date de sortie : 1992

## Distribution
- Jack Wouterse : Jacob
- Annet Malherbe : Martha
- Rudolf Lucieer : Anton
- Loes Wouterson : Elisabeth
- Leonard Lucieer : Thomas
- Alex van Warmerdam : Plagge
- Theo van Gogh : Fat Willy
- Victor Löw : Le mari dans le studio photo
- Henri Garcin : Évêque